# بيني أندرسون
بيني أندرسون (Benny Andersson) من مواليد 16 ديسمبر 1946، هو موسيقي سويدي وعضو سابق في فرقة  أبا.

## روابط خارجية
- بيني أندرسون على موقع IMDb (الإنجليزية)
- بيني أندرسون على موقع الموسوعة البريطانية (الإنجليزية)
- بيني أندرسون على موقع روتن توميتوز (الإنجليزية)
- بيني أندرسون على موقع ألو سيني (الفرنسية)
- بيني أندرسون على موقع ميوزك برينز (الإنجليزية)
- بيني أندرسون على موقع تيرنر كلاسيك موفيز (الإنجليزية)
- بيني أندرسون على موقع أول موفي (الإنجليزية)
- بيني أندرسون على موقع قاعدة بيانات برودواي على الإنترنت (الإنجليزية)
- بيني أندرسون على موقع قاعدة بيانات الأفلام السويدية (السويدية)
- بيني أندرسون على موقع إن إن دي بي (الإنجليزية)